# Maison Evmentiev
 (novembre 2024).
La maison Evmentiev, également  maison Yakovlev ou « maison à rotonde » est un édifice historique résidentiel de Saint-Pétersbourg, situé à l'angle de la rue Gorokhovaya et du quai Fontanka. Il est un objet du patrimoine culturel de la Russie d'importance fédérale. Il est célèbre grâce à la conception inhabituelle de l'entrée principale du bâtiment le long du quai Fontanka sous la forme d'une rotonde interne à trois niveaux, qui est considérée comme l'un des lieux les plus mystiques de Saint-Pétersbourg en raison des légendes urbaines sur les rituels maçonniques qui y auraient été pratiqués.

## Histoire
Le bâtiment a été érigé à la fin du XVIIIe siècle pour le propriétaire des lieux, le célèbre éleveur Savva Yakovlevich Yakovlev. L'architecte d'origine est inconnu, mais certains indiquent l'architecte E. Ferry de Pigny, en 1856. Le bâtiment est un monument de style néo-classique. Au milieu du XIXe siècle, la maison appartenait à un certain Evmentiev, qui lui a donné son nom de « maison d'Evmentiev ».
À l'époque soviétique, l'édifice est devenu un immeuble résidentiel, ce qu'il est toujours.

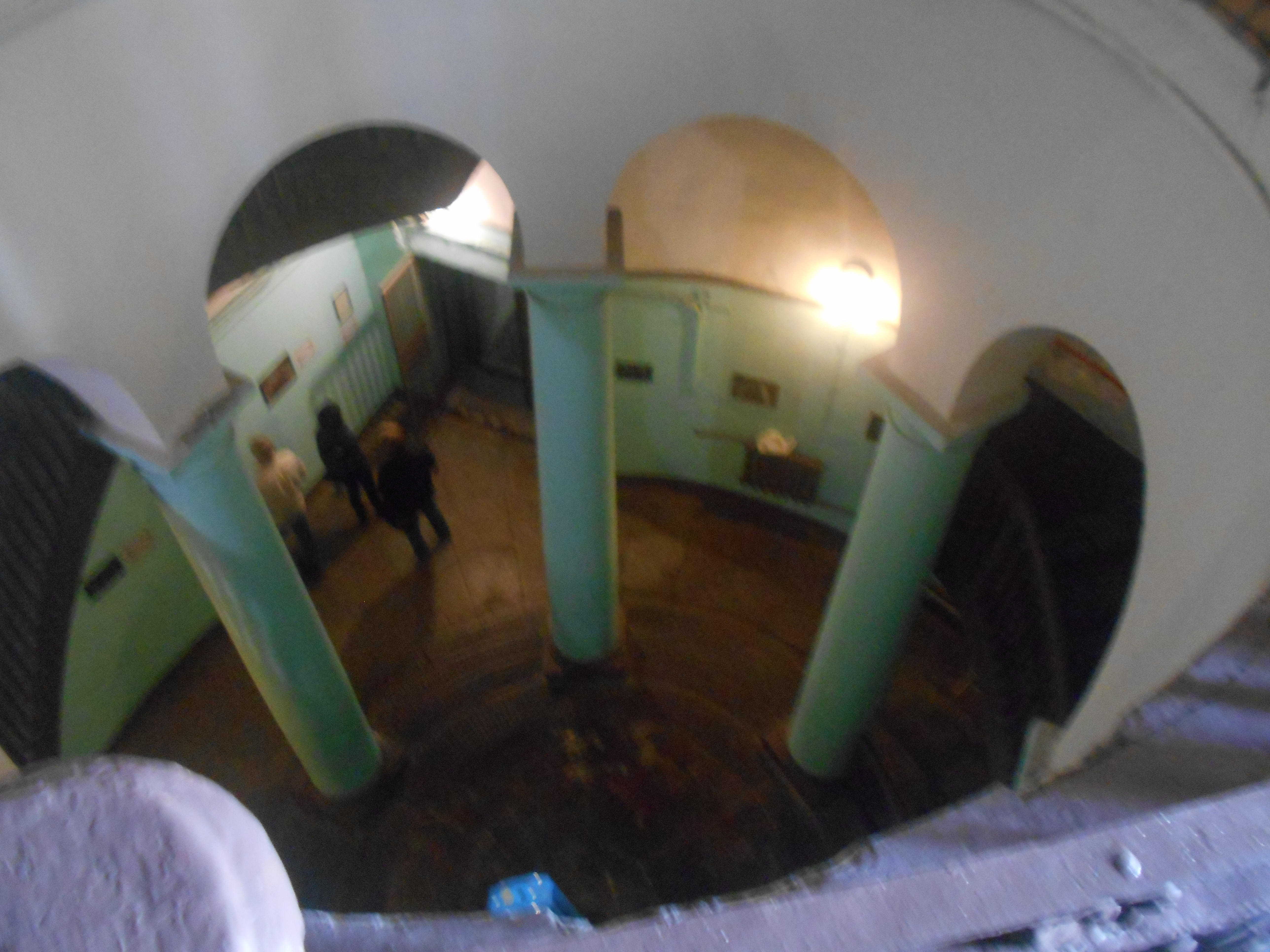
Rotonde de la rue Gorokhovaya

En 1856, l'architecte Georg (Egor Ivanovich) Winterhalter a construit un escalier-rotonde dans la partie d'angle du bâtiment, reliant le bâtiment le long de Fontanka au bâtiment le long de la rue Gorokhovaya. Cette rotonde est devenue un élément remarquable du bâtiment.

Balcon rond dans la rotonde

À la fin des années 1960 et 1970, des réunions informelles de la jeunesse de Léningrad avaient régulièrement lieu dans la rotonde. Un autre facteur qui a assuré sa renommée étaient les légendes sur les réunions secrètes des maçons de Saint-Pétersbourg, qui auraient eu lieu dans la rotonde au XVIIIe siècle, et d'autres événements de nature mystique.
La rotonde est devenue célèbre comme lieu de culte dans les années 1970-1980, époque de l'émergence des mouvements de jeunesse « informels ». Des représentants de différentes sous-cultures se sont réunis ici - rockers, hippies, punks. Selon les légendes, la rotonde a été visitée à plusieurs reprises par Boris Grebenshchikov, Konstantin Kinchev et Viktor Tsoi, et grâce à l'acoustique, des concerts amateurs y ont été organisés à plusieurs reprises .

## Liens
- Maison des Yakovlev - Maison d'A. F. Evmentiev
- (ru) Anastasia Yalanskaya, Vadim Dobrynin, « Lieux mystiques de Saint-Pétersbourg : rotonde sur Gorokhovaya », Journal de Petersbourg, spbdnevnik.ru, 2018 (consulté le 24 octobre 2018)